# Lijst van burgemeesters van Dinteloord en Prinsenland
Dit is een lijst van burgemeesters van de voormalige Nederlandse gemeente Dinteloord en Prinsenland tot die gemeente op 1 januari 1997 opging in de gemeente Steenbergen.
| Ambtsperiode | Naam burgemeester                     | Partij of stroming | Bijzonderheden                                                       |
| ------------ | ------------------------------------- | ------------------ | -------------------------------------------------------------------- |
| ??           | ??                                    |                    |                                                                      |
| 1832 - 1845  | Joseph Jiskoot                        |                    |                                                                      |
| 1845 - 1846  | Jan (J.) Stolk                        |                    |                                                                      |
| 1846 - 1847  | Albertus Gerardus Advocaat            |                    |                                                                      |
| 1847 - 1859  | Pieter Johanisse Vogelaar (1794-1859) |                    | Tevens landbouwer (bouwman) te Dinteloord                            |
| 1859 - 1880  | W. Smits                              |                    |                                                                      |
| 1880 - 1882  | B.Th.A. Westerouen van Meeteren       |                    | werd burgemeester van Echteld en IJzendoorn                          |
| 1883         | N.J.A. Roldanus                       |                    |                                                                      |
| 1883 - 1911  | Cornelis van Mensch                   |                    |                                                                      |
| 1911 - 1916  | Roelof Bakker                         | ARP                | werd burgemeester van Grijpskerk                                     |
| 1917 - 1944  | Adriaan van Campen                    | NSB                |                                                                      |
| 1946 - 1973  | mr. Herman (H.) Pop                   | CHU                |                                                                      |
| 1974 - 1983  | H.D.W. Boven                          | ARP / CDA          | eerder burgemeester van Almkerk                                      |
| 1983 - 1997  | A. Schout                             | CDA                | vanaf april 1996 waarnemend, eerder burgemeester van Zuid-Beijerland |